# Urophora cardui
Espèce
Urophora cardui, la Mouche du chardon, est une petite espèce d'insectes diptères brachycères aux ailes ornées de motifs noirs, et aux yeux bleus, de la famille des Tephritidae. Il pond ses œufs dans le cirse des champs (Cirsium arvense).

## Habitat et répartition
Contrairement à ce que laisse penser son nom anglais (Canada thistle gall fly), cette espèce est indigène en Europe où elle est présente de l'est du Royaume-Uni aux abords de la Crimée, et du sud de la Suède aux abords de la Méditerranée.
Mais l'espèce a été introduite au Canada et aux États-Unis pour des raisons de lutte biologique : pour contrôler les populations de sa plante-hôte, devenue invasive quand elle a été introduite en Amérique du Nord.

## Cycle de vie

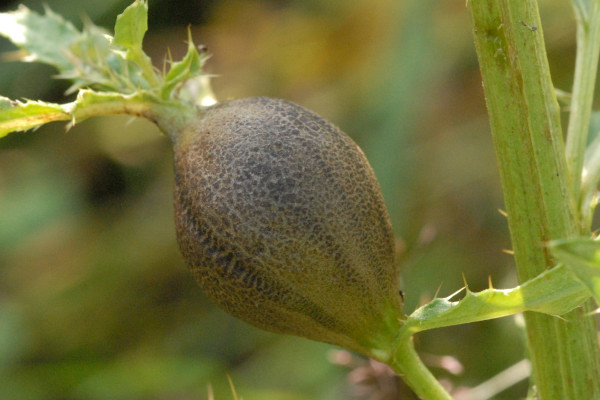
Galle formée par les larves d' U. cardui sur le Cirsium arvense.

De un à une trentaine d'œufs sont déposés sur les tiges de sa plante hôte (Cirsium arvense) par la femelle.
Une fois écloses, les larves creusent des galeries dans la tige de la plante, qui réagit en formant une galle.
Durant son cycle, la larve atteint 98 % de son poids corporel complet. La pupaison se fait au printemps et dure 24 à 35 jours. La pupe, toujours à l'intérieur de la galle est brun-rougeâtre. La mouche en émerge et sort par un tunnel creusé dans la galle, entre juin et octobre.

## Écologie
Des études faites en conditions contrôlées laissaient penser que le parasitisme par cette mouche pouvait fortement affecter la population-hôte, mais des études allemandes,  et sur la diversité génétique et génotypique de populations de cirses plus ou moins parasités par U. cardui ont montré que la diversité génétique de la plante hôte n'était pas affectée par la parasitose.
Les larves de cette mouche peuvent probablement elles-mêmes être parasitées par des larves d'ichneumons